# Tanytarsus sinarum
Tanytarsus sinarum är en tvåvingeart som först beskrevs av Jean-Jacques Kieffer 1911.  Tanytarsus sinarum ingår i släktet Tanytarsus och familjen fjädermyggor. Inga underarter finns listade i Catalogue of Life.